# Prix Reebok des Droits de l'Homme
Le prix Reebok des Droits de l'Homme (en anglais : Reebok Human Rights Award) récompense de jeunes militants, ayant apporté une contribution importante à la cause des droits de l'homme. Le prix sponsorisé par l'équipementier sportif américain Reebok est décerné annuellement par la Fondation Reebok depuis 1988. Les lauréats âgés de moins de trente ans reçoivent une dotation financière de quelques dizaines à centaines de milliers de dollars afin de les soutenir dans leur activité.

## Histoire
En 1988, Reebok cofinance la tournée « Human Rights Now! (en) » d'Amnesty International. L'entreprise s'engage alors dans la lutte pour le respect des droits de l'homme, notamment à travers la rédaction d'un code de conduite imposé à tous ses associés, interdisant le travail des enfants dans la fabrication de ses produits, la discrimination raciale et l'emploi excessif des heures supplémentaires. La même année, la Fondation Reebok des droits de l'homme est créée et décerne pour la première fois le Human Rights Award, un prix doté de 25 000 dollars.
La Fondation Reebok des droits de l'homme, située à Boston, compte notamment dans ses membres fondateurs l'ancien président Jimmy Carter et Mary Kerry Kennedy, la fille de Robert Francis Kennedy. Reebok indique que la remise de ce prix a pour « vocation de rassembler toutes les communautés » et dont l'objectif est de « protéger et faire respecter les droits de chaque être humain sur cette planète ».
La Fondation parraine également des programmes innovants destinés à traiter des questions spécifiques liées aux droits de l'homme. Parmi ces programmes figure Witness, une organisation qui fournit aux activistes des outils technologiques pour documenter les violations des droits de l'homme,.
Le prix Reebok des Droits de l'Homme a été remis pendant vingt éditions, de 1988 à 2007, à plus de 80 récipiendaires de près de 40 pays différents. En février 2021, quatorze ans après la dernière édition, Reebok annonce le retour du programme de remise du prix Reebok des Droits de l'Homme, en association avec l'université d'État de l'Alabama et American Civil Liberties Union (ACLU),.

## Lauréats

### De 1988 à 2007
2007
- Laura McCargar (États-Unis)
- Anderson Sa (Brésil)
- Iryna Toustsik (Biélorussie)
- Ou Virak (Cambodge)

2006
- Li Dan (en) (Chine)
- Rachel Lloyd (États-Unis)
- Khurram Parvez (Inde)
- Otto Saki (Zimbabwe)

2005
- Zarema Mukusheva (Tchétchénie / Russie)
- Carlos Rojas (Mexique)
- Aloysius Toe (Liberia)
- Charm Tong (Birmanie / Thaïlande)

2004
- Yinka Jegede-Ekpe (Niger)
- Vanita Gupta (États-Unis)
- Joênia Batista de Carvalho (Brésil)
- Ahmad Nader Nadery (Afghanistan)

2003
- Pedro Anaya (États-Unis)
- Anusuya (Oona) Chatterjee (États-Unis)
- Mohamed Pa-Momo Fofanah (Sierra Leone)
- Ernest Guevara (Philippines)
- Christian Mukosa (République démocratique du Congo)

2002
- Kavwumbu Hakachima (Zambie)
- Maili Lama (Népal)
- Malika Asha Sanders (États-Unis)

2001
- Ndungi Githuku (Kenya)
- Heather Barr (États-Unis)
- Kodjo Djissenou (Togo)
- Will Coley (États-Unis)

2000
- Iqbal Masih (Pakistan)

1999
- Juliana Dogbadzi (Ghana)
- Tanya Greene (États-Unis)
- Suba Meshack (Kenya)
- Ka Hsaw Wa (Birmanie)

1998
- Abraham Grebreyesus (Érythrée)
- Rana Husseini (Jordanie)
- Van Jones (États-Unis)
- Dydier Kamundu (République démocratique du Congo)

1996
- Innocent Chukwuma (Niger)
- Jesus Tecu Osorio (Guatemala)
- Julie Su (États-Unis)
- Ma Thida (Birmanie)
- Craig Kielburger (Canada)

1995
- Angela Elizabeth Brown (États-Unis)
- Miguel Angel de los Santos Cruz (Mexique)
- Richard Nsanzabaganwa (Rwanda)
- Phuntsog Nyidron (Tibet)
- Broad Meadows Middle School (États-Unis)

1994
- Adauto Alves (Brésil)
- Rose-Anne Auguste (Haïti)
- Dilli Bahadur Chaudhary (Népal)
- Iqbal Masih (Pakistan)
- Samuel Kofi Woods (Liberia)

1993
- Marie-France Botte (Belgique)
- Sia Runikui Kashinawa (Brésil)
- Hisham Mubarak (Égypte)
- Reverend Carl Washington (États-Unis)

1992
- Floribert Chebeya Bahizire (Zaïre)
- Fernando de Araújo (Timor oriental)
- Stacy Kabat (États-Unis)
- Martin O'Brien (en) (Irlande du Nord)

1991
- Mirtala Lopez (El Salvador)
- Sauveur Pierre (États-Unis)
- Abubacar Sultan (Mozambique)
- Carlos Toledo (Guatemala)
- Ashley Black (États-Unis)

1990
- Jeffrey Bradley et Martin Dunn (États-Unis)
- Shawan Jabarin, (Cisjordanie)
- Tracye Matthews (États-Unis)
- Akram Mayi (Irak)
- David Moya (Cuba)

1989
- Louise Benally-Crittenden (États-Unis)
- Michael Brown et Alan Khazei (États-Unis)
- Li Lu, Wang Dan, Chai Ling et Wuer Kaixi (Chine)
- Mercedes Doretti et Luis Fondebrider (Argentine)
- Dawat Lupung (Malaisie)
- Bryan Stevenson (États-Unis)

1988
- David Bruce (Afrique du Sud)
- Joaquin Antonio Caceres (El Salvador)
- Janet Cherry (Afrique du Sud)
- Arn Chorn-Pond (États-Unis)
- Tanya Coke (États-Unis)
- Lobsang Jinpa (Canada)
- Salim Karim (Afrique du Sud)
- Winona LaDuke (États-Unis)
- Juan Pablo Letelier (Chili)
- Maria Paz Rodriguez (États-Unis)
- Dalee Sambo (États-Unis)

### De 2021 à nos jours
2021
Le prix Reebok des Droits de l'Homme 2021 rend hommage à trois militants qui œuvrent pour éradiquer le racisme systémique. Chaque lauréat a reçu la somme de 100 000 $ de la fondation Reebok pour l'aider dans son combat,.
- Hernán Carvente-Martinez : avec son association Healing Ninjas, pour « faire respecter les droits des jeunes de couleur passés par le système judiciaire, qui ont été exploités, incarcérés et traités comme des criminels ».
- LaTonya Myers : pour transformer le système pénal, avec Philadelphia Defenders Association et de sa propre association, Above All Odds.
- Eva Maria Lewis (en) : « pour sensibiliser le public au fait que les communautés de couleur ont besoin d'avoir accès à des ressources pour avoir plus de contrôle sur leur vie, plus de chances de réussir et de meilleures opportunités pour évoluer et ne plus simplement survivre. », avec son association Free Root Operation.